# Список об'єктів Світової спадщини ЮНЕСКО в Грузії
Список об'єктів Світової спадщини ЮНЕСКО в Грузії станом на 2023 рік налічує 4 найменування, що приблизно становить 0,3 % загальної кількості об'єктів Світової спадщини у світі (1121 станом на 2020 рік). 3 грузинські об'єкти належать до культурного типу пам'яток, тобто відповідають критеріям i-vi.
Грузія ратифікувала конвенцію ЮНЕСКО про охорону всесвітньої культурної і природної спадщини 4 листопада 1992 року. Перші дві грузинські пам'ятки потрапили до переліку об'єктів Світової спадщини 1994 року, а 1996 року список поповнився ще одним об'єктом з Грузії.
У 2009—2010 роках об'єкти під назвами Історичні пам'ятки Мцхети та Собор Баграта і Гелатський монастир відповідно внесені до списку об'єктів Світової спадщини, що перебувають під загрозою знищення.

## Пояснення до списку
У таблицях нижче об'єкти розташовані у хронологічному порядку їх додавання до списку Світової спадщини ЮНЕСКО.
Кольорами у списку позначено:

## Розташування об'єктів
|  | Храм Джварі, собор Свєтіцховелі Собор Баграта, Гелатський монастир Верхня Сванетія Ліси Колхідиclass=notpageimage\| Об'єкти Світової спадщини ЮНЕСКО в Грузії |

## Список
У даному списку подано перелік об'єктів Світової спадщини ЮНЕСКО у Грузії в хронологічному порядку їх додавання до списку.
| № | Зображення | Назва                                                                                               | Розташування                                 | Час створення           | Рік внесення до списку     | №                                                  | Критерії |
| - | ---------- | --------------------------------------------------------------------------------------------------- | -------------------------------------------- | ----------------------- | -------------------------- | -------------------------------------------------- | -------- |
| 1 |            | Історичні пам'ятки Мцхети (Храм Джварі та Собор Свєтіцховелі) (груз. მცხეთის ისტორიული მონუმენტები) | Край: Мцхета-Мтіанеті Місто: Мцхета          | VI століття XI століття | 1994 (під загрозою з 2009) | 708 [Архівовано 8 серпня 2017 у Wayback Machine.]  | iii, iv  |
| 2 |            | Собор Баграта і Гелатський монастир (груз. ბაგრატის ტაძარი და გელათის მონასტერი)                    | Край: Імереті Місто: Кутаїсі                 | X—XII століття          | 1994 (під загрозою з 2010) | 710 [Архівовано 30 серпня 2017 у Wayback Machine.] | iv       |
| 3 |            | Верхня Сванетія (груз. ზემო სვანეთი)                                                                | Край: Самеґрело-Земо Сванеті                 | IX—XVII століття        | 1996                       | 709 [Архівовано 6 липня 2019 у Wayback Machine.]   | iv, v    |
| 4 |            | Колхідські дощові ліси і водно-болотні угіддя груз. კოლხეთის ეკოსისტემა                             | Краї: Аджарія, Самеґрело-Земо Сванеті, Гурія |                         | 2021                       | 1616                                               | ix, x    |

## Розташування об'єктів попереднього списку
|  | Алаверді Ананурі Давид-Гареджі Дманісі Гремі Кветера Мта-Тушеті Нікорцмінда Самтавісі Шатілі Старий Тбілісі Уплісцихе Вані Вардзіа, Хертвісіclass=notpageimage\| Об'єкти попереднього списку в Грузії |

## Попередній список
Окрім трьох пам'яток, включених до списку об'єктів Світової спадщини у Грузії, міністерством культури. охорони пам'яток та спорту країни було рекомендовановнести до переліку об'єктів Світової спадщини ЮНЕСКО ще 15 об'єктів.
| №  | Зображення | Назва                                                     | Розташування                        | Час створення                | Рік внесення до списку | №                                                    | Критерії                      |
| -- | ---------- | --------------------------------------------------------- | ----------------------------------- | ---------------------------- | ---------------------- | ---------------------------------------------------- | ----------------------------- |
| 1  |            | Кафедральний собор Алаверді груз. ალავერდი                | Край: Кахеті                        | XI століття                  | 2007                   | 5221 [Архівовано 25 травня 2013 у Wayback Machine.]  | iv, vi                        |
| 2  |            | Ананурі груз. ანანურის ციხე                               | Край: Мцхета-Мтіанеті               | XVII—XVIII століття          | 2007                   | 5222 [Архівовано 25 жовтня 2012 у Wayback Machine.]  | iii                           |
| 4  |            | Монастирський комплекс Давид-Гареджі груз. დავითგარეჯა    | Край: Кахеті                        | VI століття                  | 2007                   | 5224 [Архівовано 22 червня 2013 у Wayback Machine.]  | i, ii, iii, iv, v, vi, vii, x |
| 5  |            | Археологічні пам'ятки Дманісі груз. დმანისი               | Край: Квемо Картлі                  |                              | 2007                   | 5225 [Архівовано 25 січня 2013 у Wayback Machine.]   | iii, v                        |
| 6  |            | Церква Архангелів у Гремі та Королівська вежа груз. გრემი | Край: Кахеті                        | XVI століття                 | 2007                   | 5226 [Архівовано 24 травня 2013 у Wayback Machine.]  | ii, iii                       |
| 7  |            | Церква Кветера груз. კვეტერა                              | Край: Кахеті                        | X століття                   | 2007                   | 5227 [Архівовано 24 травня 2013 у Wayback Machine.]  | iii, iv                       |
| 8  |            | Мта-Тушеті груз. მთა-თუშეთი                               | Край: Кахеті                        |                              | 2007                   | 5228 [Архівовано 25 травня 2013 у Wayback Machine.]  | iv, v, vii, x                 |
| 9  |            | Собор Нікорцмінда груз. ნიკორწმინდა                       | Край: Рача-Лечхумі та Квемо Сванеті | XVI—XVII століття            | 2007                   | 5229 [Архівовано 24 травня 2013 у Wayback Machine.]  | ii, iv                        |
| 10 |            | Собор Самтавісі груз. სამთავისი                           | Край: Шида Картлі Місто: Ґорі       | XI століття                  | 2007                   | 5230 [Архівовано 24 травня 2013 у Wayback Machine.]  | iv                            |
| 11 |            | Шатілі груз. შატილი                                       | Край: Мцхета-Мтіанеті               |                              | 2007                   | 5232 [Архівовано 21 жовтня 2013 у Wayback Machine.]  | v                             |
| 12 |            | Історичний центр Тбілісі груз. ძველი თბილისი              | Місто: Тбілісі                      |                              | 2007                   | 5233 [Архівовано 24 травня 2013 у Wayback Machine.]  | ii, iii, iv, v, vi            |
| 13 |            | Печерне місто Уплісцихе груз. უფლისციხე                   | Край: Шида Картлі                   | IV ст. до н. е.—IV ст. н. е. | 2007                   | 5234 [Архівовано 24 червня 2013 у Wayback Machine.]  | ii, iii, iv, v                |
| 14 |            | Вані груз. ვანი                                           | Край: Імереті                       | VII—I ст. до н. е.           | 2007                   | 5235 [Архівовано 3 червня 2013 у Wayback Machine.]   | ii, iii, vi                   |
| 15 |            | Вардзіа—Хертвісі груз. ვარძია-ხერთვისის ციხე              | Край: Самцхе-Джавахеті              | VIII—XVI століття            | 2007                   | 5236 [Архівовано 13 вересня 2019 у Wayback Machine.] | ii, iii, iv, v, vi, vii       |
| 16 |            | Гелатський монастир (груз. გელათის მონასტერი)             | Місто: Кутаісі Край: Імеретія       | XI—XII ст.                   | 2013                   | 5843 [Архівовано 10 лютого 2015 у Wayback Machine.]  | iv                            |